# Zahodna avtocesta A1

Zahodna avtocesta (A1) je bila prva avtocesta (Autobahn) zgrajena v Avstriji, ki izvira iz načrtov za tako imenovani sistem Reichsautobahn. Prvi odsek, zgrajen kot del Reichsautobahn med drugo svetovno vojno, se razteza od nemške meje do priključka Salzburg-Mitte. Zadnja faza gradnje je bila v Dunajskem gozdu med Pressbaumom in Dunajem in je bila odprta leta 1966. 12. maja 1967 je bila zaprta še vrzel med Amstetten-West in Amstetten-Ost in danes poteka z obrobja Dunaja preko Linza do Salzburga, kjer se na mejnem prehodu Walserberg pridruži nemškemu avtocestnemu sistemu oziroma zvezni avtocesti A8. Zahodna avtocesta je tudi del tako imenovanega regionalnega obroča okoli Dunaja v povezavi z drugimi hitrimi cestami in avtocestami.
A1 je glavna avstrijska prometnica med vzhodom in zahodom in del glavnih evropskih cest E55, E52 in E60.

## Zgodovina
Gradnja prvih dveh odsekov v bližini Salzburga se je začela nekaj tednov po aneksiji Avstrije Anschluss leta 1938, saj so nacistične oblasti že pred tem pripravile načrte za vzhodno nadaljevanje Reichsautobana 26 od Münchna do Salzburga (današnja Bundesautobahn A 8) proti Linzu in Dunaju v tem, kar naj bi postalo nemška Ostmark. Vendar sta bila za promet odprta le dva odseka okoli Salzburga, skupne dolžine 12,5 km, ko so bila leta 1942 dela ustavljena zaradi druge svetovne vojne.
Po vojni so bila prekinjena gradbena dela na tretjem odseku do Eugendorfa končana, kljub temu pa nadaljevanje pod zavezniško zasedbo ni bilo mogoče. Med letoma 1947 in 1965 so bili dokončani odseki severozahodno od Salzburga in uporabljeni kot dirkališče, znano kot Little AVUS, mesto za letne dirke motociklov, pozneje imenovane Grand Prix Avstrije, z dirkačem Helmutom Krackowizerjem med prvimi zmagovalci.
Gradnja A1 se je nadaljevala po podpisu Avstrijske državne pogodbe leta 1955. Prvi povojni odsek do Mondseeja v Zgornji Avstriji je bil odprt leta 1958, trasa od Salzburga do Dunaja je bila zaključena z odprtjem zadnjega odseka v kraju Amstetten. Zaključna dela v bližini Strengberga na meji med Zgornjo in Spodnjo Avstrijo ter delov med Lambachom in Vöcklabruckom v Zgornji Avstriji so se končala v 1970-ih letih. Na Dunaju zahodna avtocesta preseka cesto B1 Wiener Straße v okrožju Hietzing na kilometru 9; nekdanji načrti za nadaljevanje mestnega ringa (Gürtel, Vienna’’) niso bili nikoli uresničeni.
Promet se je znatno povečal po padcu železne zavese leta 1989 in širitvi Evropske unije leta 2004. Zdaj, ko predstavlja tako pomembno povezavo med vzhodom in zahodom, se del A1 med razcepom Steinhäusl zahodno od Dunaja in prelazom Voralpenkreuz z Innkreis avtocesto (A8) in Pyhrnsko avtocesto (A9) na Sattledtu postopoma širi na tri prometne pasove v vsako smer in to v javno zasebni lasti korporacije ASFiNAG.

## Nadgradnja
Ker je A1 najpomembnejša povezava zahod – vzhod v avstrijskem cestnem omrežju, se odseki Asfinaga nenehno širijo na šest pasov. Cilj je bila širitev med razcepom Steinhäusl in Voralpenkreuz. Z zaključkom del obnove in širitve odseka od Matzleinsdorfa (85,9 km) do Pöchlarna (91,0 km) je bil ta projekt končan konec aprila 2018.
7. oktobra 2005 je bil v šest-pasovnico razširjen odsek A1 med razcepom Voralpenkreuz in Haid in odprt za promet 20-kilometrski odsek v samo 23 mesecih. Ta kratek čas gradnje je bil mogoč le zato, ker je bil v prvem delu širitve, ko se je razširilo vozišče za smer Salzburg, promet v smeri Dunaja med vozliščem Voralpenkreuz in vozliščem Haid prek Innkreis Autobahn A 8, vozlišča Wels in Welser Autobahn A 25, preusmerjen. V drugi fazi preusmeritev ni bila več potrebna, promet je potekal po prej zgrajeni cesti. Prvič hitrost na gradbišču avtoceste ni bila omejena na 80 km / h, ampak na 100 km / h. To omejitev so spremljali s pomočjo nadzornih odsekov. V obdobju gradnje ni bilo resnih nesreč, omejitev pa je upoštevala večina udeležencev v prometu. Traunbrücke v km 216 je bil obnovljen med letoma 2010 in oktobrom 2012 . Med letoma 2011 in 2012 se je del med Amstetten-Ost in Ybbs razširil na šest pasov, med leti 2013 in 2014 pa je bil dunajski smerni pas med Ybbs in Pöchlarn razširjen na tri pasove .

## Razcepi
Avtocesta se navezuje na naslednje avtoceste in glavne ceste:
|         | (9) Dunaj-Hietzing           |
|         | (32) Steinhäusl              |
|         | (55) Sankt Pölten            |
|         | (169) Linz                   |
|         | (175) Haid                   |
|         | (196) Voralpenkreuz Sattledt |
|         | (298) Salzburg               |
| Nemčija | (301) Walserberg             |

## Nevarnost megle
Približno deset kilometrski odsek med Regaujem in Seewalchenom na območju zgornjeavstrijskih jezer je najbolj meglen odsek avstrijskih avtocest: med letoma 1997 in 2001 so se zaradi pojava megle v pasovih zgodile 103 prometne nesreče s telesnimi poškodbami, v katerih je vidljivost nenadoma padla na skoraj nič. Ko so bila 30. septembra 2002 na tem odseku štiri množična trčenja v obe smeri z osmimi smrtnimi žrtvami in 57 telesnimi poškodbami, je bil na tem območju nameščen sistem za opozarjanje megle (edini takšen v Avstriji), ki deluje od jeseni 2004: vidnost vzdolž odseka avtoceste se meri na vsakih 600 metrov s posebno opremo. Takoj, ko je določena vrednost podčrtana, se samodejno sproži opozorilo in obvesti podjetje za vzdrževanje avtocest v Seewalchnu. Tam ali v nadzorni sobi predora v Welsu zaposleni vnesejo ustrezno opozorilo v računalnik, ki se pozneje prikaže na prikazovalni plošči na A1. Kljub temu se je skupno število nesreč, ki jih povzroča megla, do danes le nekoliko zmanjšalo.